# Spinal Lock (Kampfsport)
Ein Spinal Lock/Spine Lock (zu Deutsch: Wirbelsäulenhebel) ist eine Submission im Kampfsport, in welcher die Wirbelsäule so verdreht wird, dass der Gegner aufgeben muss.

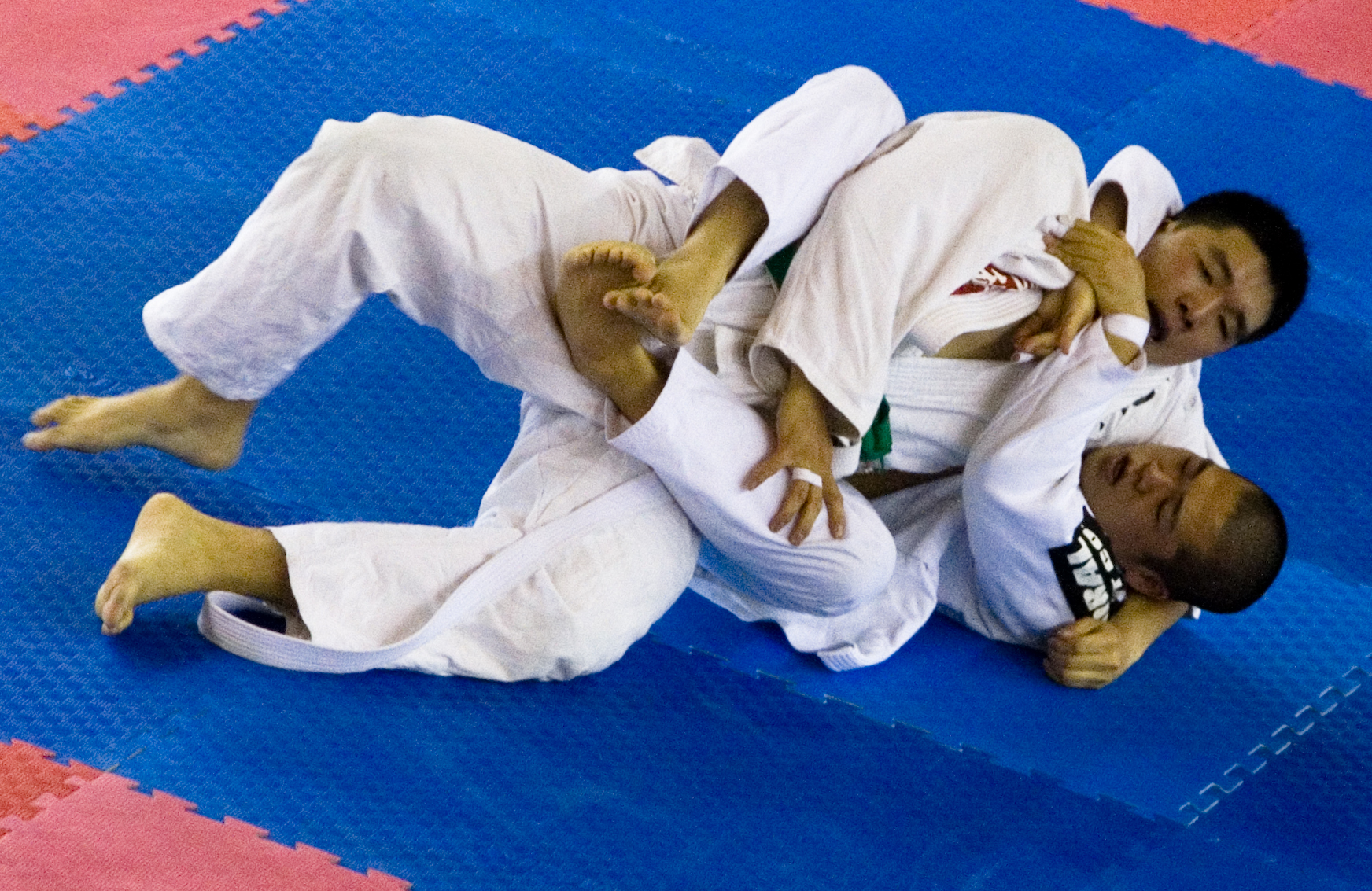
Ein Kämpfer übt einen „Neck Crank“ auf seinen Gegner aus

Typischerweise wird diese durchgeführt, indem der Kopf oder Oberkörper in eine abnormale Position verdreht werden.
Gewöhnlich können Spine Locks die Wirbelsäulenmuskulatur belasten oder zu einer leichten Verstauchung führen, während ein gewaltsam und / oder plötzlich angebrachter Spine Lock schwere Schäden an den Bändern, Bandscheiben oder Wirbeln verursachen und möglicherweise zu schweren Verletzungen, Schlaganfällen oder Tod führen kann.
Spine Locks, also Spine Cranks und Neck Cranks sind in Brazilian Jiu-Jitsu-Wettbewerben, Amateur-Mixed Martial Arts, diversen Formen von No-GI-Jiu-Jitsu sowie Judo verboten. Im professionellen MMA- sowie einigen brasilianischen Jiu-Jitsu-Wettbewerben sind sie erlaubt.
Insbesondere in 10`th Planet Schulen werden sie trainiert.
Spine Locks können anhand ihres primären Wirkungsbereichs auf die Wirbelsäule in zwei Kategorien eingeteilt werden: Am Hals angesetzt, werden als „Neck Cranks“ zu deutsch etwa „Halskurbeln“ und im unteren Bereich der Wirbelsäule als „Spine Cranks“ (Zu Deutsch etwa „Wirbelsäulenkurbeln“) bezeichnet.

## Neck Cranks
Ein Neck Crank (manchmal auch als „Neck Lock“ bezeichnet) ist ein Spine Lock, welcher an der Halswirbelsäule angewendet wird und Überstreckung, Hyperflexion, laterale Hyperflexion, Hyperrotation oder Streck-Distraktionverursacht. Dies geschieht entweder durch Biegen, Drehen oder Dehnen. Ein Neck Crank wird typischerweise angewendet, indem der Kopf über seine normalen Drehbereiche hinaus gezogen oder gedreht wird. Neck Cranks sind normalerweise von Sportwettkämpfen ausgeschlossen, mit bemerkenswerten Ausnahmen in Kampfsportarten wie Submission Wrestling und Mixed Martial Arts, wo sie als Submission Holds oder als Guard-Passing-Technik eingesetzt werden.

### Can Opener
Der Can Opener („Dosenöffner“) (im Judo als kubi-hishigi bezeichnet) ist ein Neck Crank, welcher aus der Guard angewendet wird, um die Mount des Gegners zu öffnen.
Er wird aufgesetzt, indem der gegnerische Kopf mit den Händen ergriffen und gegen die Brust des Gegners gedrückt wird. Wenn es effektiv in einem Wettbewerb angewendet wird, kann es den Gegner zwingen, die Guard zu öffnen.

### Cattle Catch
Der Cattle Catch („Rinderfang“) wird auch als „Reverse Cruzifix“ (umgekehrtes Kruzifix), „Eisenkreuz“ oder „Schaft“ bezeichnet. Es handelt sich um einen Neck Crank, bei welchem die Hände des Gegners gefangen werden und der Kopf gegen seine Brust gedrückt wird. Die Technik wird durchgeführt, wobei der Gegner auf dem Rücken liegt und der Kämpfer den Neck Crank aus der Side Control senkrecht nach unten über dem Kopf des Gegners ausführt, wobei der Kopf des Gegners in Richtung seiner Achselhöhle ruht. Der Kämpfer fängt einen Arm mit den Beinen und den anderen mit den Armen. Indem der Kämpfer die festgesteckten Arme und Beine als Hebel verwendet, kann er den Kopf gewaltsam in Richtung der Brust des Gegners „kurbeln“.

### Crucifix Neck Crank
Der Cruzifix Neck Crank („Kreuzhebel“) ähnelt dem Cattle Catch, beinhaltet jedoch, dass der Kämpfer, der den Neck Crank ausführt, in der Mount des Gegners sitzt
Beide Arme des Gegners werden kontrolliert und der Kopf des Gegners wird in der Achselhöhle gehalten. Indem der Körper nach oben „gecranked“ wird, während die Arme des Gegners festgehalten werden, wird der Kopf des Gegners gegen seine Brust gedrückt.

### Twister
Der Twister (eine ähnliche Bewegung im Ringen ist als „Guillotine“ bekannt; jedoch nicht zu verwechseln mit der Guillotine beim Grappling) ist eine seitliche Körperbeuge und ein Neck Crank, bei welchem der Kopf in Richtung Schulter gedrückt wird, während der Körper kontrolliert wird, wodurch eine laterale Hyperflexion der Halswirbelsäule verursacht wird. Die Technik beinhaltet Verspannungen in mehreren Körperteilen und kann, abhängig von der Flexibilität des Verteidigers, auch Schmerzen in den Knien, im Bauchraum und im Rumpf verursachen. Der Twister wird oft mit dem Spine Crank verwechselt, da er eine gewisse laterale nicht-zervikale Wirbelsäulenflexion beinhaltet. Der Hauptdruck liegt jedoch auf der Halswirbelsäule, wodurch es sich um einen Neck Crank handelt. Es wird vom Rücken aus ausgeführt, wenn der Ausführende sich in die Beine des Verteidigers verhakt hat.
Der Angreifer zieht dann den gegenüberliegenden Arm des Verteidigers hinter seinen eigenen Kopf und ergreift den Kopf seines Gegners und zieht ihn bis zu seiner Schulter herunter.
Die Technik wurde durch Eddie Bravo und seinem „10’th Planet System“ bekannt.
- Am 26. März 2011 beendete Chan Sung Jung Leonard Garcia bei der UFC Fight Night: Seattle in Runde 2 ihres Kampfes mit einem Twister, dem ersten und ab 2019 dem einzigen Twister-Finish in der UFC-Geschichte. Zuvor hatte Shuichiro Katsumura am 24. Mai 2009 Hiroyuki Yamashiro mit einem Twister in ZST 20 besiegt.[13]
- Am 31. Dezember 2014 erzielte Shinya Aoki beim Inoki Bom-Ba-Ye 2014 der Inoki Genome Federation einen Twistersieg in der ersten Runde gegen Yuki Yamamoto.[14]
- Beim ADCC-Turnier 2015 in São Paulo dominierte Vinny Magalhaes Rodrigo Artilheiro im Viertelfinale einen Twister.[15]
- Angela Lee besiegte Natalie Hills mit einem Twister bei One FC: Pride of Lions.[16]

### Standing Frontal Facelock
Der „Standing Frontal Facelock“ (frei übersetzt: „Stehender Gesichtshebel von vorne“), auch bekannt als Grovit/Groffit, wird wie eine Guillotine von vorne im Stand aufgesetzt. Allerdings ist hier, anders als bei einer Guillotine, nicht der Würgegriff entscheidend. Vielmehr wird das Gesicht gedreht, so dass eine Belastung/Verdrehung der Wirbelsäule im Nackenbereich entsteht.
Dazu bringt man die erste Hand über den Nacken unter den Hals, wie bei einem Guillotine Choke. Anders jedoch als im Falle einer Guillotine, greift die zweite Hand frontal an den Bizeps des Gegners und die würgende Hand verriegelt am Handgelenk. („Figure Four-Grip“)

## Spine Cranks
Ein Spine Crank (wörtlich übersetzt „Wirbelsäulenkurbel“; der Begriff „Spine Lock“ wird auch häufig ausschließlich für diesen Typ verwendet, tatsächlich ist jedoch, wie dargestellt, ein Spine Crank nur eine Unterart eines Spine Locks) ist eine Submission, welche die Brust- und / oder Lendenregion der Wirbelsäule betrifft. Ein Spine Crank wird angewendet, indem der Oberkörper über seine normalen Bewegungsbereiche hinaus gedreht oder gebogen wird, was zu Überstreckung, Hyperflexion oder Hyperrotation der Wirbelsäule führt. In der Kampfkunst sind Spine Cranks im Allgemeinen seltener als Neck Cranks, da sie schwieriger anzuwenden sind. Das Drehen oder Biegen des Oberkörpers, um Druck auf die Wirbelsäule auszuüben, erfordert im Vergleich zum Drehen oder Biegen des Kopfes viel Hebelkraft. Ähnlich wie Neck Cranks sind Spine Cranks in den meisten Kampfsportarten illegale Techniken, mit Ausnahme einiger Submission-Wrestling- und Mixed-Martial-Arts-Wettbewerbe, bei denen sie als Submission Holds verwendet werden. Spine Cranks sind, selbst wenn sie erlaubt sind, aufgrund der Schwierigkeit, sie anzuwenden, sehr selten.

### Boston Crab

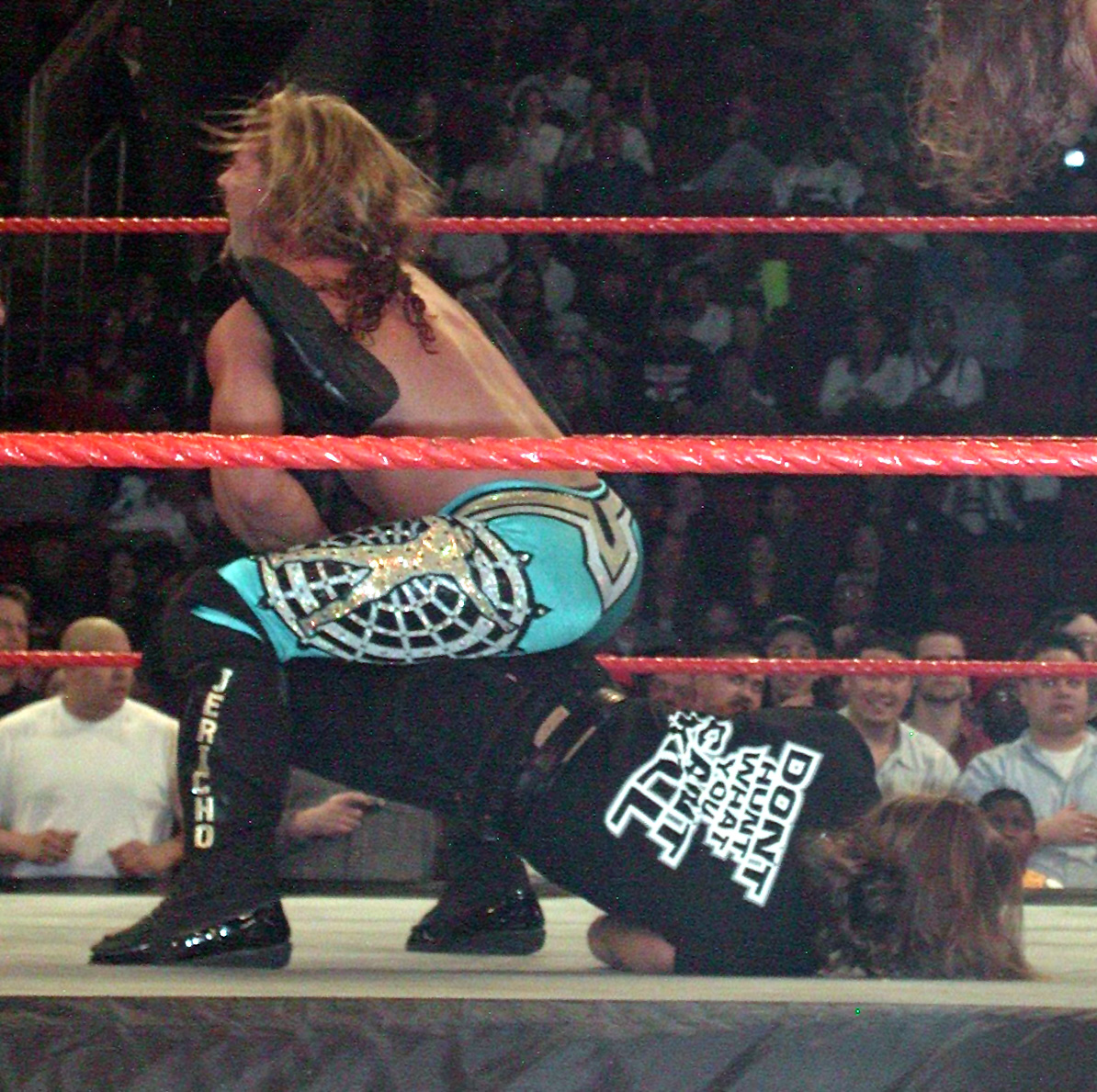
Chris Jericho mit seiner Walls of Jericho (Elevated Boston crab) an Shawn Michaels

Eine der bekanntesten Spine Cranks ist die Boston-Krabbe, auch bekannt als „Walls of Jericho“ („Mauern von Jericho“) die normalerweise im Pro-Wrestling-Kontext dargestellt wird.
Die Boston-Krabbe ist ein Professional Wrestling-Griff, bei dem in der Regel ein Wrestler in Rückenlage auf der Matte liegt und der andere Wrestler ihm gegenübersteht. Um die Boston Krabbe auszuführen, hakt der Angreifer jedes Bein des Gegners in einen seiner Arme ein. Daraufhin dreht er den Gegner mit dem Gesicht nach unten und tritt über ihn.
In der Endposition schaut der Wrestler in einer halb sitzenden von seinem Gegner weg, wobei der Rücken und die Beine des Gegners in Richtung seines Kopfes gebeugt sind. Der ursprüngliche Name für das Manöver war der Backbreaker, bevor dieser Begriff für seine heutige Verwendung bekannt wurde. Beim modernen Wrestling wird die Boston-Krabbe nicht als finale Kampfbeendigung (Match Hold) behandelt. In der Vergangenheit war dies der Fall.
Es gibt verschiedene Variationen in der Ausführung, etwa
- Twist of Fate
- Boston crab with knee
- Cross-legged Boston crab
- Elevated Boston Crab
- Inverted Boston crab
- Over-the-shoulder single leg Boston crab
- Reverse Boston crab
- Rocking horse
- Single leg Boston crab
- Tequila Sunrise
- Rope-hung Boston crab

Sie unterscheiden sich in Einstieg, ob zur Attacke ein oder zwei Beine angegriffen werden, sowie in der Ausführung.